# 帕氏眶燈魚
帕氏眶灯鱼（学名：Diaphus parini）为輻鰭魚綱燈籠魚目灯笼鱼科的其中一種，分布於東南太平洋海域，屬深海魚類，棲息深度可達320公尺。

## 扩展阅读
維基物種上的相關：帕氏眶灯鱼